# Lily Phillips

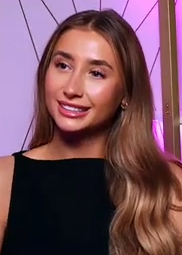
Lily Phillips (2025)

Lillian „Lily“ Phillips (* 23. Juli 2001 in Derbyshire, England) ist eine britische Influencerin und Pornodarstellerin. Sie erhielt 2024 breitere Aufmerksamkeit, nachdem sie für ihre OnlyFans-Seite innerhalb von 24 Stunden mit 101 Männern Sex hatte und dies per Video dokumentieren ließ.

## Werdegang
Phillips begann ihre Tätigkeit als Influencerin auf Instagram. Dort postete sie zunächst Bikini-Fotos von sich und Beiträge über Mode. Seit 2024 dreht Phillips Online-Pornos.

## „Sex-Marathon“
Am 19. Oktober 2024 startete Phillips eine Aktion, bei der sie das Ziel hatte, mit insgesamt 100 Männern innerhalb von 24 Stunden zu schlafen. Als Grund für dieses ungewöhnliche Unterfangen gab sie neben ihrer Freude an Sex an, ihren Followern auf Seiten wie OnlyFans danken zu wollen. Insgesamt hatte sie an diesem Tag mit 101 Männern Geschlechtsverkehr.
Phillips entschied sich dazu, sich während ihrer Aktion vom YouTuber Josh Pieters begleiten zu lassen. Dieser veröffentlichte im Dezember 2024 eine Dokumentation des Projektes auf seinem Kanal, die bereits mehr als sieben Millionen Mal angesehen wurde. Besonders viel Aufmerksamkeit generierte das Gespräch zwischen Phillips und Pieters nach dem Ende des Sex-Marathons. Dort brach Phillips in Tränen aus und gab an, während der Aktion dissoziiert zu sein. Sie könne sich an höchstens 10 der Männer, mit denen sie Sex hatte, erinnern. Laut Phillips war die Aktion eine intensive Erfahrung und sie sei sich nicht sicher, ob sie anderen Frauen empfehlen könne, dasselbe zu tun. In weiteren Konversationen mit Pieters gab Phillips an, Feministin zu sein. Sie ist der Meinung, dass Männer sie immer sexualisieren werden und begreift den Umstand, dass sie dies nutzt, um Geld zu verdienen, als Form des Empowerments.
Phillips’ Aktion führte zu kontroversen Diskussionen auf Social Media und in der Presse. Dabei wurde sowohl Phillips als auch den teilnehmenden Männern vorgeworfen, moralisch verwerflich gehandelt zu haben. Das Portal Airbnb kündigte an, Phillips sperren zu wollen, nachdem sie die Wohnung, in der der Dreh stattfand, über das Portal gebucht hatte. Laut der Nutzungsordnung von Airbnb ist Sexarbeit sowie das Erstellen pornografischer Inhalte in angemieteten Räumlichkeiten verboten.
Laut der Sexualpädagogin Andrea Marti offenbarte die Aktion von Phillips, dass Quantität und Performance in der Sexualität in der Gesellschaft höher gewichtet werden als Intimität oder emotionale Verbundenheit. Auch andere Experten äußerten die Meinung, dass eine Debatte darüber, wie die Gesellschaft konsensuellen Sex definieren wolle, hilfreicher sei, als darüber ob einzelne Akteure bei Phillips’ Aktion moralisch richtig gehandelt haben oder nicht.
Im Dezember 2024 kündigte Phillips an, eine zweite Aktion starten zu wollen, während der sie mit 1000 Männern innerhalb eines Tages Sex haben möchte. Diese Pläne waren Anfang 2025 in der Schwebe, nachdem Bonnie Blue, ebenfalls OnlyFans-Model, behauptete, diese Zahl bereits erreicht zu haben.